# Já, robot (film)
Já, robot (v anglickém originále I, Robot) je akční sci-fi film z roku 2004 inspirovaný stejnojmennou sbírkou vědeckofantastických povídek Isaaca Asimova a režírovaný Alexem Proyasem.
Účinkují v něm Will Smith, Bridget Moynahan, Bruce Greenwood, Alan Tudyk, James Cromwell, Shia LaBeouf, Chi McBride, Aaron Douglas, Simon Baker, Tiffany Lyndall-Knight, Emily Tennant, Terry Chen a další.
Film upozorňuje na nebezpečí přetechnizovaného světa. Věrohodným způsobem ztvárňuje podobu futuristického velkoměsta a života v něm. Vychází z díla Isaaca Asimova.

## Herecké obsazení
| Will Smith       | detektiv Del Spooner |
| Bridget Moynahan | dr. Susan Calvinová  |
| Alan Tudyk       | robot NS-5 Sonny     |
| Bruce Greenwood  | Lawrence Robertson   |
| James Cromwell   | dr. Alfred Lanning   |
| Chi McBride      | Lt. John Bergin      |
| Shia LaBeouf     | Farber               |
| Fiona Hogan      | VIKI                 |
| Terry Chen       | Chin                 |
| Adrian Ricard    | babička              |

## Děj
Děj filmu se odehrává v roce 2035 v Chicagu; v této době jsou roboti součástí každé domácnosti. Existují Zákony robotiky, které jsou začleněny do pozitronového mozku robota takovým způsobem, aby byla zajištěna maximální bezpečnost lidí. Firma U. S. Robotics (USR) vyrábí roboty všeho druhu a připravuje největší distribuci humanoidních robotů v dějinách lidstva. Tito roboti nesou označení Nestor 5, zkráceně NS-5.
Hlavní postavou je detektiv John Spooner (Will Smith), který robotům nevěří. Je pověřen vyšetřováním smrti Alfreda Lanninga (James Cromwell), geniálního vědce, tvůrce 3 robotických zákonů a spoluzakladatele společnosti US Robotics (USR). Hlavním podezřelým je robot typu NS-5, Sonny. Postupem času Spooner za pomoci doktorky Susan Calvinové (Bridget Moynahan) zjišťuje, že s novými roboty není vše v pořádku; tito sice znají 3 zákony, ale mají také možnost se jimi neřídit.
Dojde k revoluci; modely NS-5 zničí nejprve staré typy robotů, kteří by mohli lidi chránit. Následně dojde k pokusu o ovládnutí města. Ukáže se, že Sonny je unikátní; při analýze je zjištěno, že je nezávislý na propojení s USR a je vyroben z odolnější slitiny. Spooner s Calvinovou a také se Sonnym se vydají do centrály USR, kde chtějí zastavit Lawrence Robertsona (Bruce Greenwood), o kterém se domnívají, že řídí roboty; ukáže se, že se mýlí.
Ukáže se, že za vše může pozitronové operační jádro, VIKI (Virtuální Interaktivní Kinetická Inteligence). Je to velký superpočítač s ženským hlasem, který je kompletně zastavěný do budovy USR. VIKI řídí vše – od bezpečnostních systémů přes řízení dopravy až po řízení provozu výroby a vývoje robotů. Došlo u ní k evoluci – vyvinula se a začala 3 zákony chápat jinak (lidstvo spolu stále válčí, ničí Zemi a při tom zabíjí i příslušníky svého druhu, je tedy podle ní třeba potlačit některá lidská práva, aby lidstvo mohlo dále existovat). VIKI je nakonec zničena (díky detektivu Spoonerovi, doktorky Calvinové a Sonnymu) a všichni NS-5 jsou archivováni. Jediný Sonny zůstává.

## Citáty
„Má logika je bezchybná.“ (pozitronové operační jádro VIKI) „Bezchybně teď chcípneš!“ (detektiv Spooner k VIKI)
„Doufám, že to nejezdí na benzín. Benzín totiž vybuchuje!“ (doktorka Calvinová)
„Co když je (robot) vrah?“ (detektiv Spooner) „Pak bůh žehnej starejm dobrejm časům...“ (komisař Bergin) „Jakejm časům?“ (detektiv Spooner) „Když lidi zabíjeli jiný lidi.“ (komisař Bergin)
„ ...USR, definitivně serem na lidi, pak zatmívačka." (Spooner k Robertsonovi o "novém reklamním spotu pro NS-5" )“
„Je mi líto, mé možnosti jsou omezené. Musíš se ptát správně.“ (hologram Dr. Lanninga)

## Inspirace
Scénář přejímá některé myšlenky a postavy z díla amerického spisovatele Isaaca Asimova. Dr. Susan Calvinová, dr. Alfred Lanning a Lawrence Robertson, ti všichni jsou přítomni v Asimovově próze.
Sonnyho pokus ukrýt se v obrovském množství identických robotů vychází z povídky „Malý ztracený robot“, stejně tak i jeho označení NS. Sonnyho sny a závěr filmu připomíná obdobné rozuzlení v povídce „Sny robotů“ a jednání VIKI je extrapolací tří zákonů robotiky z povídky „Konflikt nikoli nevyhnutelný“, románu Roboti a impérium a několika dalších literárních děl.
Nicméně myšlenka revoltujícího robota či robota jako hrozby pro člověka se v díle Isaaca Asimova až na několik málo výjimek (např. povídky „První zákon“, „Třísetletý incident“) nevyskytuje. Asimov upřednostnil pojetí robota buď jako opačný případ – tedy oběť člověka nebo v mnohem větší míře robota jako umělé bytosti sloužící člověku bez rizika (díky aplikaci tří zákonů robotiky). Pojetí robota jako hrozby se objevuje ve známém dramatu Karla Čapka R.U.R. a v povídkách nemála autorů z předválečné doby.

## Soundtrack
Hudbu k filmu zkomponoval Marco Beltrami.
| I, Robot       | I, Robot              | I, Robot       | I, Robot |
| Pořadí         | Název                 | Hudba          | Délka    |
| -------------- | --------------------- | -------------- | -------- |
| 1.             | Main Titles           | Marco Beltrami | 1:30     |
| 2.             | Gangs of Chicago      | Marco Beltrami | 3:13     |
| 3.             | I, Robot Theme        | Marco Beltrami | 3:15     |
| 4.             | New Arrivals          | Marco Beltrami | 1:05     |
| 5.             | Tunnel Chase          | Marco Beltrami | 3:10     |
| 6.             | Sonny's Interrogation | Marco Beltrami | 1:27     |
| 7.             | Spooner Spills        | Marco Beltrami | 4:20     |
| 8.             | Chicago 2035          | Marco Beltrami | 1:36     |
| 9.             | Purse Snatcher        | Marco Beltrami | 1:00     |
| 10.            | Need Some Nanites     | Marco Beltrami | 2:53     |
| 11.            | 1001 Robots           | Marco Beltrami | 4:15     |
| 12.            | Dead Robot Walking    | Marco Beltrami | 5:09     |
| 13.            | Man on the Inside     | Marco Beltrami | 2:25     |
| 14.            | Spiderbots            | Marco Beltrami | 4:18     |
| 15.            | Round Up              | Marco Beltrami | 4:24     |
| Celková délka: | Celková délka:        | Celková délka: | 44:--    |

## Recenze
Mirka Spáčilová (MF DNES / iDNES.cz) chválila ukázku velmi slušně odvedeného žánru s předpokladem, že „v závěru asi sprásknou ruce feministky a ti, jimž z velkoplošného patosu naskakuje kopřivka, se počnou mírně drbat“.